# Ивана Дулић-Марковић
Ивана Дулић-Марковић (Загреб, 13. јун 1961) је српска политичарка.

## Каријера
Дулић-Марковић је била министарка пољопривреде, шумарства и водопривреде Србије од 2004. до 2006. године У јуну 2006. године именована је за потпредседника Владе Србије уместо Мирољуба Лабуса.
Чланица је странке Г17 плус. Дипломирала је са докторатом са Универзитета у Београду на биотехнологији 1999. године, а била је асистент на Биолошком факултету. Изван своје владине каријере, професорица је на пољопривредном факултету Универзитета у Бањој Луци.

## Лични живот
Од покојног мужа има двоје деце. Она је по националности Хрватица.